# Подольцев, Иван Григорьевич
Иван Григорьевич Подольцев (1910—1944) — капитан Рабоче-крестьянской Красной Армии, участник Великой Отечественной войны, Герой Советского Союза (1945).

## Биография
Иван Подольцев родился 13 февраля 1910 года в селе Залесово (ныне — Красногвардейский район Оренбургской области). После окончания неполной средней школы работал на железной дороге. В 1930—1935 годах проходил службу в Рабоче-крестьянской Красной Армии. Демобилизовавшись, работал в органах НКВД СССР. В 1941 году Подольцев повторно был призван в армию. Окончил курсы младших лейтенантов. С 1942 года — на фронтах Великой Отечественной войны. В боях был тяжело ранен.
К маю 1944 года капитан Иван Подольцев командовал 316-й отдельной разведротой 263-й стрелковой дивизии 51-й армии 4-го Украинского фронта. Отличился во время освобождения Крыма. 8 мая 1944 года рота Подольцева приняла активное участие в боях за освобождение Инкермана, стремительным ударом с тыла и флангов выбив противника с занимаемых им позиций. В тех боях Подольцев со своей ротой уничтожил либо захватил 17 вражеских огневых точек, 12 паровозов и около 300 вагонов с военными грузами. В ходе дальнейшего наступления рота Подольцева вошла в деревню Дергачи, уничтожив 2 37-миллиметровых артиллерийских орудия и выбив из неё противника. Во главе своей роты Подольцев участвовал в боях за освобождение Севастополя, захватил железнодорожную станцию, уничтожив около 200 солдат и офицеров противника. 10 мая 1944 года Подольцев погиб в бою. Похоронен на Мемориальном братском кладбище советских солдат в микрорайоне Дергачи.
Указом Президиума Верховного Совета СССР от 24 марта 1945 года за «мужество, отвагу и героизм, проявленные в борьбе с немецкими захватчиками» капитан Иван Подольцев посмертно был удостоен высокого звания Героя Советского Союза. Также был награждён орденами Ленина и Отечественной войны 2-й степени, медалью.
В честь Подольцева названа улица в Севастополе.